# Chaetodon rafflesii
Chaetodon rafflesii е вид лъчеперка от семейство Chaetodontidae.

## Разпространение
Видът е разпространен в Австралия, Американска Самоа, Вануату, Виетнам, Индия (Андамански и Никобарски острови), Индонезия, Малайзия, Маршалови острови, Мианмар, Микронезия, Ниуе, Нова Каледония, Острови Кук, Палау, Папуа Нова Гвинея, Провинции в КНР, Самоа, Соломонови острови, Тайван, Тайланд, Тонга, Тувалу, Уолис и Футуна, Фиджи, Филипини, Френска Полинезия, Шри Ланка и Япония.